# Panamaspett
Panamaspett (Piculus callopterus) är en fågel i familjen hackspettar inom ordningen hackspettartade fåglar.

## Utbredning och systematik
Fågeln förekommer i fuktigt lågland och lägre områden på båda sluttningssidorna i Panama. Den behandlas som monotypisk, det vill säga att den inte delas in i några underarter.

## Status
IUCN kategoriserar arten som livskraftig.